# Calendario azteco

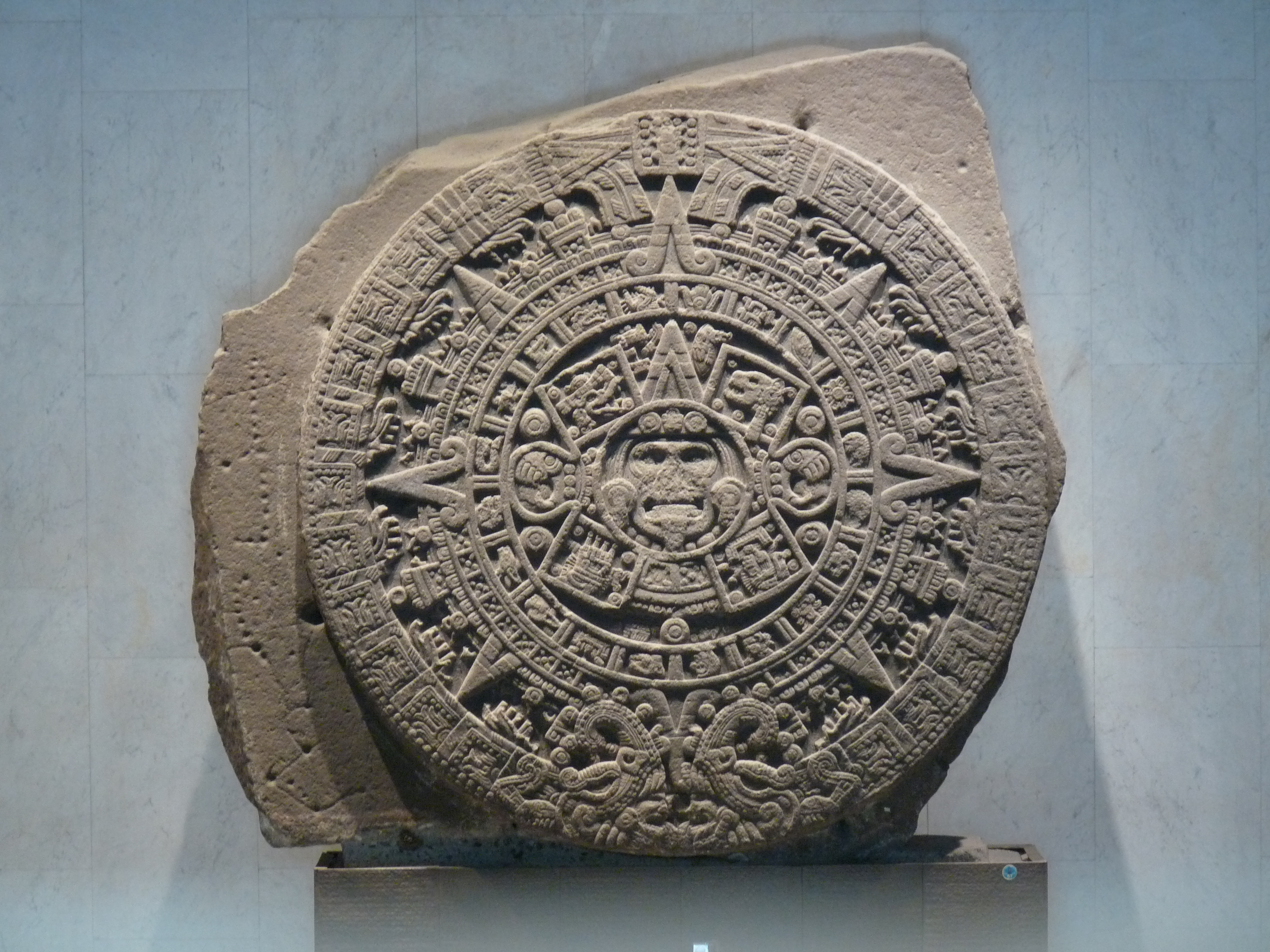
La Piedra del Sol azteca, o Pietra del calendario azteco, esposta al Museo nazionale di antropologia di Città del Messico.

Il calendario azteco è il calendario usato dagli aztechi e da altri popoli precolombiani del Messico centrale.
Il calendario sacro azteco era tenuto dagli scribi e dai sacerdoti. In realtà esistevano 3 calendari tra i quali uno dei sacerdoti, uno sacro per l'intera comunità e uno dei contadini basato sulla vita nei campi.

## Struttura
Il calendario indica il celebre lungo computo e le relazioni fra il nostro sistema solare e l'universo. Strutturato in cerchi concentrici, l'anello più esterno è costituito da due serpenti con la testa di esseri umani (che per la cultura nahuatl rappresentano appunto il lungo computo). Secondo alcuni, esso abbraccia un periodo di 26000 anni, mentre per altri di 26500. Le piume sulla testa dei serpenti alludono al dio Quetzalcoatl (una entità che nel Messico antico rappresentava, tra altre cose, la conoscenza).
Fra gli elementi del cerchio più interno, sono raffigurati sette cerchi piccoli e uno più grande: quest'ultimo riferito al sole, i primi alle Pleiadi, a illustrare il rapporto fra questi corpi celesti e anche il loro moto reciproco, che si ripete in cicli lunghi migliaia di anni. La moderna scienza occidentale li conosce come cicli del moto di precessione dell'asse terrestre o precessione degli equinozi.

### Segni dei giorni
Vi sono alcune varianti nel modo in cui i segni dei giorni sono disegnati o scolpiti. Quelli che seguono qui provengono dal Codex Magliabechiano (XVI secolo).
| Immagine | Nome nahuatl | Pronuncia      | Traduzione italiana                                       | Direzione |
| -------- | ------------ | -------------- | --------------------------------------------------------- | --------- |
|          | Cipactli     | [siˈpáktɬi]    | Coccodrillo Alligatore Caimano Mostro coccodrillo Dragone | Est       |
|          | Ehēcatl      | [eʔˈéːkatɬ]    | Vento                                                     | Nord      |
|          | Calli        | [ˈkáɬːi]       | Casa                                                      | Ovest     |
|          | Cuetzpalin   | [kʷetsˈpálin̥]  | Lucertola                                                 | Sud       |
|          | Cōātl        | [ˈkú˕ːwaːtɬ]   | Serpente Serpe                                            | Est       |
|          | Miquiztli    | [miˈkístɬi]    | Morte                                                     | Nord      |
|          | Mazātl       | [ˈmásaːtɬ]     | Cervo Animale                                             | Ovest     |
|          | Tōchtli      | [ˈtú˕ːtʃtɬi]   | Coniglio                                                  | Sud       |
|          | Ātl          | [ˈaːtɬ]        | Acqua                                                     | Est       |
|          | Itzcuīntli   | [itsˈkʷíːn̥tɬi] | Cane                                                      | Nord      |

| Immagine | Nome nahuatl       | Pronuncia          | Traduzione italiana        | Direzione |
| -------- | ------------------ | ------------------ | -------------------------- | --------- |
|          | Ozomatli Ozomahtli | [u˕su˕ˈmáʔtɬi]     | Scimmia                    | Ovest     |
|          | Malīnalli          | [maliːˈnáɬːi]      | Erba                       | Sud       |
|          | Ācatl              | [ˈáːkatɬ]          | Canna                      | Est       |
|          | Ōcēlōtl            | [u˕ːˈséːlu˕ːtɬ]    | Giaguaro                   | Nord      |
|          | Cuāuhtli           | [ˈkʷáːʍtɬi]        | Aquila                     | Ovest     |
|          | Cōzcacuāuhtli      | [ku˕ːskaˈkʷáːʍtɬi] | Avvoltoio                  | Sud       |
|          | Olīn               | [ˈú˕liːn̥]          | Movimento Scossa Terremoto | Est       |
|          | Tecpatl            | [ˈtékpatɬ]         | Pietra Coltello di pietra  | Nord      |
|          | Quiyahuitl         | [kiˈjáwitɬ]        | Pioggia                    | Ovest     |
|          | Xōchitl            | [ˈʃú˕ːtʃitɬ]       | Fiore                      | Sud       |

Il vento e la pioggia sono rappresentati dalle immagini dei loro dèi associati, rispettivamente Ehecatl and Tlaloc.

## Calendario sacro
Il calendario sacro veniva contato secondo il ciclo dei 20 segni che avevano un circolo di soli 260 giorni; per tanto queste cerimonie un anno cadevano in un mese l'anno dopo un altro, quindi variavano sempre e venivano dette feste non fisse.

## Calendario dei contadini
Il calendario dei contadini è basato sul ciclo delle stagioni, sui periodi di semina di mais, pomodori e fagioli e di raccolta e sulle principali ricorrenze campestri. L'anno dei contadini durava 365 giorni come il calendario gregoriano, ma era composto da 18 mesi da 20 giorni ciascuno più 5 giorni aggiuntivi di fine anno considerati speciali. I 5 giorni rimanenti che erano gli ultimi 4 di gennaio e il primo di febbraio (poiché il primo giorno dell'anno per gli aztechi era il 2 di febbraio) venivano chiamati nemontemi cioè giorni inutili;  erano considerati giorni sfortunati e quando nascevano dei bambini in questi giorni si diceva che non avrebbero avuto fortuna nella vita e perciò vivevano in povertà e miseria, ed erano perciò detti nemo.
Spesso gli aztechi vi vietavano di fare cerimonie e qualunque attività importante.
Gli Aztechi credevano che durante i cinque giorni di differenza il mondo potesse terminare. I sacerdoti allora celebravano una cerimonia apposita.
Dopo 18.980 giorni (minimo comune multiplo dei 260 giorni rituali ed i 365 giorni del calendario contadino) i due calendari finivano quasi contemporaneamente con 73 anni sacri e 52 anni contadini.